# Хамбер (мост)
Мост Хамбер — висячий мост в Англии, рядом с Кингстон-апон-Халл. Второй по высоте мост Великобритании с момента постройки до 2017 года (ныне — третий). Самый длинный однопролетный подвесной мост в мире с 1981 по 1998 год (ныне — пятый). Он охватывает Хамбер (эстуарий, образованный реками Трент и Уз) между Бартон-на-Хамбер на южном берегу и Хессл на северном берегу, соединяя Восточный Йоркшир и Северный Линкольншир.
В среднем по мосту проезжают 120 тысяч автомобилей в неделю. Для легкового автомобиля проезд в одну сторону стоит 1,50 фунтов (для грузовых автомобилей больше).